# آنابل بلانچارد
آنابل بلانچارد (انگلیسی: Annabel Blanchard؛ زادهٔ ۷ مهٔ ۲۰۰۱) بازیکن فوتبال اهل بریتانیا است.
از باشگاه‌هایی که در آن بازی کرده‌است می‌توان به باشگاه فوتبال زنان لیورپول اشاره کرد.
وی همچنین در تیم‌های ملی فوتبال England women's national under-17 football team, England women's national under-18 football team، و England women's national under-19 football team بازی کرده‌است.